# Mesobiotus insanis
Espèce
Mesobiotus insanis est une espèce de tardigrades de la famille des Macrobiotidae.

## Distribution
Cette espèce est endémique des Philippines.

## Publication originale
- Mapalo, Stec, Mirano-Bascos & Michalczyk, 2017 : An integrative description of a limnoterrestrial tardigrade from the Philippines, Mesobiotus insanis, new species (Eutardigrada:Macrobiotidae: harmsworthi group). The Raffles Bulletin of Zoology, vol. 65, p. 440–454.